# Keri Hill
Keri Hill est une banlieue de la cité d’Auckland, située au nord de l’île du Nord de la Nouvelle-Zélande. 

## Situation
Elle est localisée à 32 kilomètres au sud-ouest d’Auckland CBD, sous l’autorité du  Conseil d’Auckland. 
La zone suburbaine de Keri Hill est pastorale avec des lotissements dominant le secteur de Ardmore, l’aéroport d’Ardmore et Manukau Heights. 
La banlieue est localisée entre la ville de Red Hill  et Ardmore, incorporant une petite zone résidentielle et rurale.

## voir aussi
- Liste des villes de Nouvelle-Zélande